# Олізаренко Сергій Олексійович
Олізаренко Сергій Олексійович (9 листопада 1954 — 18 грудня 2024) — український, радянський легкоатлет. Учасник літніх Олімпійських ігор 1980 року.

## Біографія
Сергій Олізаренко народився 1954 року в місті Долинська Кіровоградської області. У 1968 році переїхав до Одеси. У 1978 році Олізаренко познайомився з легкоатлеткою Надією Муштою. Вони одружилися в тому ж році. У пари народилась донька Оксана незабаром після Олімпіади 1980 року.

## Кар'єра
На літніх Олімпійських іграх 1980 року брав участь в змаганнях з бігу на 3000 метрів з перешкодами. Олізаренко у півфінальному гіті зайняв 3 місце з результатом 8:34.2 та кваліфікувався до фіналу, проте через травму ахіллового сухожилля у фінальному забігу участі не брав.
Участь в Олімпійських іграх (легка атлетика)
| Олімпіада   | Дисципліна                       | Кваліфікація | Кваліфікація | Фінал          | Фінал |
| Олімпіада   | Дисципліна                       | Результат    | Місце        | Результат      | Місце |
| ----------- | -------------------------------- | ------------ | ------------ | -------------- | ----- |
| Москва 1980 | біг на 3000 метрів з перешкодами | 8.34,2       | 3 Q          | не брав участі | —     |

## Досягнення
Особисті рекорди
- 10 000 м: 28:35,0 хв, 18 липня 1978, Вільнюс.
- 3000 м з перешкодами: 8:24,0 хв, 1 липня 1978, Дортмунд.